# ديفيد كارسون (مخرج)
ديفيد كارسون (بالإنجليزية: David Carson)‏ هو مخرج بريطاني، ولد في 1948 في Exmouth ‏ في المملكة المتحدة.

## وصلات خارجية
- ديفيد كارسون على موقع IMDb (الإنجليزية)
- ديفيد كارسون على موقع ألو سيني (الفرنسية)
- ديفيد كارسون على موقع أول موفي (الإنجليزية)
- ديفيد كارسون على موقع قاعدة بيانات الأفلام السويدية (السويدية)
- ديفيد كارسون على موقع قاعدة بيانات الفيلم (الإنجليزية)
- ديفيد كارسون على موقع كينوبويسك (الروسية)